# E (数学常数)

是使在点上 （蓝色曲线）的导数（切线的斜率）值为1之的唯一值。对比一下，函数（虚点曲线）和（虚线曲线）和斜率为1、y-截距为1的直线（红色）并不相切。

{\displaystyle e}，亦称自然常数、自然底数，或是歐拉數（Euler's number），是無理數的數學常數，以瑞士數學家歐拉命名；還有個較少見的名字納皮爾常數，用來紀念蘇格蘭數學家約翰·納皮爾引進對數。它是一个无限不循环小数，數值約是（小數點後20位， A001113）：
{\displaystyle e=2.71828182845904523536\cdots }，近似值為{\displaystyle {\frac {271801}{99990}}}。
有許多的函數都和{\displaystyle e}有關：自然對數函數的底數即為{\displaystyle e}，數學中的指数函数也常是指以{\displaystyle e}為底數的指数函数。

## 歷史
約翰·納皮爾於1618年出版的對數著作附錄中的一張表中第一次提到常數{\displaystyle e}，但它沒有記錄這常數，只有由它為底計算出的一張自然對數列表，通常認為這是由威廉·奧特雷德製作的。第一次把{\displaystyle e}看為常數的是雅各布·伯努利，他嘗試計算下式的值：
{\displaystyle \lim _{n\to \infty }\left(1+{\frac {1}{n}}\right)^{n}}
上式代表把1與無窮小相加，再自乘無窮多次。
已知的第一次用到常數{\displaystyle e}，是萊布尼茨於1690年和1691年給惠更斯的通信，以{\displaystyle b}表示。1727年歐拉開始用{\displaystyle e}來表示這常數；而{\displaystyle e}第一次在出版物用到，是1736年歐拉的《力學》（Mechanica）。雖然往後年日有研究者用字母{\displaystyle c}表示，但{\displaystyle e}較常用，終於成為標準。
用{\displaystyle e}表示的原因確實不明，但可能因為{\displaystyle e}是指數函數（exponential）一字的首字母。另一看法則稱{\displaystyle a,b,c,d}有其他經常用途，而{\displaystyle e}是第一個可用字母。

## 定義
就像圓周率{\displaystyle \pi }和虛數單位i，{\displaystyle e}是數學中最重要的常數之一。它有幾種等價定義，下面列出一部分。
1. 定義{\displaystyle e}爲下列極限值：
{\displaystyle e=\lim _{n\to \infty }\left(1+{\frac {1}{n}}\right)^{n}}
{\displaystyle e=\lim _{t\to 0}(1+t)^{\frac {1}{t}}}
2. 定義{\displaystyle e}爲階乘倒數之無窮級數的和[5]：
{\displaystyle e=\sum _{n=0}^{\infty }{1 \over n!}={1 \over 0!}+{1 \over 1!}+{1 \over 2!}+{1 \over 3!}+{1 \over 4!}+\cdots }
其中{\displaystyle n!}代表{\displaystyle n}的階乘。
3. 定義{\displaystyle e}爲唯一的正數{\displaystyle x}使得
{\displaystyle \int _{1}^{x}{\frac {\mathrm {d} t}{t}}=1}
4. 定義{\displaystyle e}爲唯一的實數{\displaystyle x}使得
{\displaystyle \lim _{h\to 0}{\frac {x^{h}-1}{h}}=1}

這些定義可證明是等價的，请参见文章指数函数的特征描述。

## 性質

的極大值在.

指數增長或指数衰减過程都可以用指數函數表示。指數函數{\displaystyle e^{x}}的重要性在於，唯独该函數（或其常數倍，即{\displaystyle x\mapsto ke^{x}}，其中{\displaystyle k}為任意常數）與自身導數相等。即：
{\displaystyle {\frac {d}{dx}}e^{x}=e^{x}}。
{\displaystyle e^{x}}的泰勒級數為{\displaystyle e^{x}=\sum _{n=0}^{\infty }{\frac {x^{n}}{n!}}\quad \forall x}
{\displaystyle =1+x+{\frac {x^{2}}{2!}}+{\frac {x^{3}}{3!}}+...}
{\displaystyle x}為複數時依然成立，因此根據{\displaystyle \sin x}及{\displaystyle \cos x}的泰勒級數，得出在數學中一條稱為歐拉公式的重要等式：
{\displaystyle e^{\mathrm {i} x}=\cos x+{\rm {i}}\sin x}
當{\displaystyle x=\pi }的特例是歐拉恆等式：
{\displaystyle e^{\mathrm {i} \pi }+1=0}
此式被理查德·費曼稱為「歐拉的寶石」。
{\displaystyle (\cos x+i\sin x)^{n}=\left(e^{ix}\right)^{n}=e^{inx}=\cos(nx)+i\sin(nx)}
即棣莫弗公式。
- {\displaystyle e}是無理數和超越數（見林德曼－魏尔斯特拉斯定理）。這是第一個獲證為超越數的数，而非故意構造的（比較劉維爾數）；由夏爾·埃爾米特（Charles Hermite）於1873年證明。有猜想它為正規數。
- 当{\displaystyle x=e}时函數{\displaystyle f(x)={\sqrt[{x}]{x}}}有最大值。
- {\displaystyle e}的無窮連分數展開式有個有趣的模式，可以表示如下（ A003417）

{\displaystyle e=[2;1,2,1,1,4,1,1,6,1,1,8,1,1,10,1,1,12,\ldots ]}
就像以下的展開式：
{\displaystyle e=2+{\cfrac {1}{1+{\cfrac {1}{\mathbf {2} +{\cfrac {1}{1+{\cfrac {1}{1+{\cfrac {1}{\mathbf {4} +{\cfrac {1}{1+{\cfrac {1}{1+{\cfrac {1}{\mathbf {6} +{\cfrac {1}{1+\ddots }}}}}}}}}}}}}}}}}}}

## 無理數證明

### 反證法
證明{\displaystyle e}是無理數可以用反證法。假設{\displaystyle e}是有理數，則可以表示成{\displaystyle {\frac {a}{b}}} ，其中{\displaystyle a,b}為正整數。以{\displaystyle e}的無窮級數展開式可以得出矛盾。
考慮數字
{\displaystyle x=b!\left(e-\sum _{i=0}^{b}{1 \over i!}\right)}，
以下將推導出{\displaystyle x}是小於1的正整數；由於不存在這樣的正整數，得出矛盾，所以得證{\displaystyle e}是無理數。
- {\displaystyle x}是整數，因為
{\displaystyle 0<x=b!\left(e-\sum _{i=0}^{b}{1 \over i!}\right)=b!\left({a \over b}-\sum _{i=0}^{b}{1 \over i!}\right)}
{\displaystyle =a(b-1)!-\sum _{i=0}^{b}{b! \over i!}}
{\displaystyle =a(b-1)!-\left[1+\sum _{n=0}^{b-1}b(b-1)\cdots (n+1)\right]}。
- {\displaystyle x}是小於1的正數，因為
{\displaystyle 0<x=b!\sum _{n=b+1}^{\infty }{1 \over n!}}
{\displaystyle ={\frac {1}{b+1}}+{\frac {1}{(b+1)(b+2)}}+{\frac {1}{(b+1)(b+2)(b+3)}}+\cdots }
{\displaystyle <{\frac {1}{b+1}}+{\frac {1}{(b+1)^{2}}}+{\frac {1}{(b+1)^{3}}}+\cdots ={1 \over b}\leq 1}。

但是0與1之間（不含0與1）不存在有整數，故原先假設矛盾，得出{\displaystyle e}為無理數。

### 二項式定理
視{\displaystyle n}為存在的數值，所以用二項式定理可證出：
{\displaystyle e=\lim _{n\to \infty }\left(1+{\frac {1}{n}}\right)^{n}}
{\displaystyle =\lim _{n\to \infty }\sum _{i=0}^{n}C_{i}^{n}1^{n-i}\left({\frac {1}{n}}\right)^{i}}
{\displaystyle =\lim _{n\to \infty }\left[C_{0}^{n}1^{n}\left({\frac {1}{n}}\right)^{0}+C_{1}^{n}1^{n-1}\left({\frac {1}{n}}\right)^{1}+C_{2}^{n}1^{n-2}\left({\frac {1}{n}}\right)^{2}+C_{3}^{n}1^{n-3}\left({\frac {1}{n}}\right)^{3}+...+C_{n}^{n}1^{0}\left({\frac {1}{n}}\right)^{n}\right]}
{\displaystyle =\lim _{n\to \infty }\left[1\times 1+n\times {\frac {1}{n}}+{\frac {n!}{\left(n-2\right)!2!}}\times {\frac {1}{n^{2}}}+{\frac {n!}{\left(n-3\right)!3!}}\times {\frac {1}{n^{3}}}+...+1\times {\frac {1}{n^{n}}}\right]}
{\displaystyle =\lim _{n\to \infty }\left[1+1+{\frac {n\times \left(n-1\right)}{2n^{2}}}+{\frac {n\times \left(n-1\right)\left(n-2\right)}{3\times 2n^{3}}}+...+{\frac {1}{n^{n}}}\right]}
{\displaystyle =2+{\frac {1}{2}}+{\frac {1}{6}}+...}
{\displaystyle =2.71828...}

## 已知位数
| 日期           | 位数              | 计算者                             |
| -------------- | ----------------- | ---------------------------------- |
| 1748年         | 18                | 李昂哈德·歐拉                      |
| 1853年         | 137               | William Shanks                     |
| 1871年         | 205               | William Shanks                     |
| 1884年         | 346               | J. M. Boorman                      |
| 1946年         | 808               | ？                                 |
| 1949年         | 2,010             | 約翰·馮·諾伊曼                     |
| 1961年         | 100,265           | Daniel Shanks & 約翰·威廉·倫奇     |
| 1978年         | 116,000           | 史蒂芬·蓋瑞·沃茲尼克               |
| 1994年         | 10,000,000        | Robert Nemiroff & Jerry Bonnell    |
| 1997年5月      | 18,199,978        | Patrick Demichel                   |
| 1997年8月      | 20,000,000        | Birger Seifert                     |
| 1997年9月      | 50,000,817        | Patrick Demichel                   |
| 1999年2月      | 200,000,579       | Sebastian Wedeniwski               |
| 1999年10月     | 869,894,101       | Sebastian Wedeniwski               |
| 1999年11月21日 | 1,250,000,000     | Xavier Gourdon                     |
| 2000年7月10日  | 2,147,483,648     | 近藤茂、Xavier Gourdon             |
| 2000年7月16日  | 3,221,225,472     | Colin Martin、Xavier Gourdon       |
| 2000年8月2日   | 6,442,450,944     | 近藤茂、Xavier Gourdon             |
| 2000年8月16日  | 12,884,901,000    | 近藤茂、Xavier Gourdon             |
| 2003年8月21日  | 25,100,000,000    | 近藤茂、Xavier Gourdon             |
| 2003年9月18日  | 50,100,000,000    | 近藤茂、Xavier Gourdon             |
| 2007年4月27日  | 100,000,000,000   | 近藤茂、Steve Pagliarulo           |
| 2009年5月6日   | 200,000,000,000   | 近藤茂、Steve Pagliarulo           |
| 2010年2月21日  | 500,000,000,000   | 余智恒（Alexander J. Yee）         |
| 2010年7月5日   | 1,000,000,000,000 | 近藤茂、余智恒（Alexander J. Yee） |
| 2014年11月15日 | 1,048,576,000,000 | David Galilei Natale               |

## 諧取
- 在Google2004年的首次公開募股，集資額不是通常的整頭數，而是$2,718,281,828，這當然是取最接近整數的{\displaystyle e}十億美元。Google2005年的一次公開募股中，集資額是$14,159,265，与圆周率有关。
- Google也是首先在矽谷心臟地帶，接著在麻薩諸塞州劍橋出現的神祕廣告版 的幕後黑手，它寫著{first 10-digit prime found in consecutive digits of e}.com（在{\displaystyle e}的連續數字中第一個發現的十位質數.com）。解決了這問題（第一個{\displaystyle e}中的十位質數是7427466391，出奇地到很後才出現，由第100個數字開始），進入網站後還有個更難的題目要解決，最後會到達Google的招聘頁。但這個挑戰已結束，上述網站都已關閉。
- 著名電腦科學家高德納的软件Metafont的軟體版本號趨向{\displaystyle e}（就是說版本號碼是2，2.7，2.71，2.718等），与之相对的有TeX的軟體版本號号是趋向于圆周率的。